# Centro de Formação de Atletas Tirol
Centro de Formação de Atletas Tirol is een Braziliaans voetbalclub uit Fortaleza, de hoofdstad van de provincie Ceará.

## Geschiedenis
De club werd opgericht in 2011 als Grêmio Recreativo Pague Menos. De club was voornamelijk bestemd voor werknemers van het farmaceutische bedrijf Pague Menos. In 2018 sloot de club zich aan bij de Federação Cearense de Futebol en ging in de amateurcompetitie spelen. In 2021 werden ze professioneel en gingen van start in de Série C van de staatscompetitie. De club bereikte de titelfinale, die werd verloren van Guarani de Juazeiro. Het volgende seizoen werd de club vierde in de Série B. De club had voor de seizoensstart de naam gewijzigd. In 2024 werd de club kampioen en promoveerde zo voor het eerst naar de hoogste klasse. 

## Erelijst
Campeonato Cearense Série B
2024